# Sluizer Speaks
Sluizer Speaks is een Nederlandse documentaire uit 2014, geregisseerd door Dennis Alink. De film gaat over het leven van de Nederlandse filmmaker George Sluizer. De film ging in première tijdens het IDFA in 2014.

## Synopsis
De film vertelt het verhaal van filmmaker George Sluizer (Spoorloos, The Vanishing) vanaf het moment dat hij besluit om zijn nooit afgeronde film Dark Blood eindelijk af te maken. Sluizer is echter al op leeftijd en kan volgens de doktoren vanwege een slagaderbreuk ieder moment dood neervallen. Terwijl hij worstelt met zijn gezondheid en zijn film kijkt hij terug in de tijd naar zijn roerige leven in de filmindustrie.

## Overlijden
Dennis Alink begon in 2012 met het volgen van George Sluizer toen hij bekendmaakte de onvoltooide film Dark Blood, de laatste film met River Phoenix, af te maken. Sluizer leed echter aan een slagaderbreuk, waardoor het tijdens het maakproces van zowel zijn eigen film als van de documentaire onzeker was of hij het einde zou halen. Precies een week voor Sluizers overlijden op 20 september 2014 heeft hij nog samen met Alink aan de laatste versie van de film gewerkt, waarna hij aangaf erg gelukkig te zijn met het resultaat. Twee maanden later ging de film tijdens het IDFA in première in het EYE.

## Optredend in de film
- George Sluizer
- Anne Lordon
- Gene Bervoets
- Johanna ter Steege
- Jonathan Pryce